# De Kust is Veilig
De Kust is Veilig is een Vlaams televisieprogramma dat het reilen en zeilen van de verschillende hulpdiensten aan de Belgische kust volgt. Het eerste seizoen werd uitgezonden op VIER.
In deze documentairereeks worden verschillende algemene en specifieke hulpdiensten gevolgd zoals de strandredders, de scheepvaartpolitie, zeereddingsdiensten, de lokale politie, de algemene medische hulpverleners, de marine en de militaire luchtmachtbasis Koksijde.
De opnames voor deze reeks vonden plaats tijdens de zomermaanden juli en augustus 2017 in de badplaatsen Blankenberge, Oostende en Zeebrugge.